# 1883 (серіал)
«1883» — американський телесеріал у жанрі вестерн, приквел телесеріалу «Йеллоустон». Його прем'єра відбулася 19 грудня 2021 року на Paramount+. Головні ролі зіграли Сем Елліотт, Тім Макгро та Фейт Хілл.

## Сюжет
Дія серіалу відбувається у 1883 році. Головні герої — члени сім'ї Даттонів, які прямують через Великі рівнини на Захід.

## У ролях
- Сем Елліотт — Шей Бреннан, найнятий агентством Пінкертона й очільник експедиції;
- Тім Макгро — Джеймс Даттон, прадід Джона Даттона з Єллоустона;
- Фейт Хілл — Маргарет Даттон, прабабуся Джона Даттона з Єллоустона;
- Ізабель Мей — Ельза Даттон, дочка Джеймса і Маргарет Даттон;
- ЛаМоніка Гаррет — Томас, агент пінкертонів і ветеран армії США, сержант полку солдатів «Буффало»;
- Марк Ріссман — Джозеф, німецький іммігрант;
- Ерік Нельсен — Енніс, молодий ковбой, у якого зав'язуються стосунки з Ельзою;
- Мартін Сенсмеєр — Сем, вправний воїн команчів, вірний вождю племені Куану Паркеру.

## Виробництво та прем'єра
Режисером та сценаристом серіалу «1883» став Тейлор Шерідан, творець «Йеллоустона». Прем'єра шоу відбулася 19 грудня 2021 року на Paramount+. 8 листопада вийшов трейлер.
За словами Шерідана, у шоу буде кілька камео зірок, у тому числі Тома Хенкса.